# Franz Joseph Schelver
Franz Joseph Schelver  (* 23. Juli oder 24. Juli 1778 in Osnabrück; † 30. November 1832 in Heidelberg) war ein deutscher Mediziner, Botaniker, Mesmerist und Naturphilosoph.
Schelver wuchs in Osnabrück auf als Sohn eines Juristen und studierte ab 1796 Medizin in Jena. Zu seinen Lehrern in der Medizin gehörten Christoph Wilhelm Hufeland, Justus Christian Loder und August Johann Batsch und er hörte Philosophie bei Johann Gottlieb Fichte. Ab 1797 setzte er sein Studium in Göttingen fort (bei Johann Friedrich Blumenbach, August Gottlieb Richter und Johann Friedrich Gmelin) und wurde dort im Folgejahr promoviert. Danach war er niedergelassener Arzt in Osnabrück. 1801 wurde er Privatdozent in Halle und ab 1803 außerordentlicher Professor an der Medizinischen Fakultät in Jena, wo er mit Friedrich Wilhelm Joseph Schelling und Johann Wolfgang von Goethe befreundet war. Er hielt auch in der Nachfolge von Batsch Vorlesungen über Botanik und war Direktor des Botanischen Gartens. Im Jahr 1806 wurde er ordentlicher Professor für Medizin in Heidelberg, wo er von 1812 bis 1819 auch als Dekan seiner Fakultät wirkte und ab 1811 den dortigen Botanischen Garten leitete.
Schelver war ein Vertreter der romantischen Naturphilosophie und beeinflusst von Jakob Böhme und Schelling, dessen naturphilosophischen Vorstellungen er auf die Medizin übertrug, sowie in der Botanik von Goethe. Er hielt Vorlesungen über animalischen Magnetismus nach Franz Anton Mesmer und praktizierte die von jenem entwickelten magnetischen Kuren als Therapieform. Schelver geriet wegen seines spekulativen Zugangs zur Naturforschung und Medizin in den 1820er Jahren immer mehr in Isolation an der Heidelberger Fakultät und war Gegenstand der Kritik, auch in der Führung des Botanischen Gartens.
Er veröffentlichte über Naturphilosophie, animalischen Magnetismus, Medizin, Botanik und Entomologie.
Er war Mitglied der Göttinger physikalischen Privat-Gesellschaft und wurde 1816 zum Mitglied der Leopoldina gewählt. 1821 wurde er Hofrat.
Franz Joseph Schelver war verheiratet. Seine jüngste Tochter Viktoria (* 1817) heiratete 1836 den Historiker und nationalliberalen Politiker Georg Gottfried Gervinus.

## Schriften

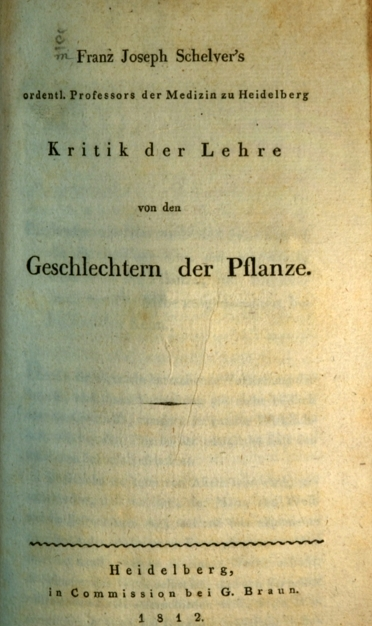
Kritik der Lehre von den Geschlechtern der Pflanze (1812)

- Versuch einer Naturgeschichte der Sinneswerkzeuge bey den Insecten und Würmern, Johann Christian Dieterich, Göttingen 1798 Google Books
- Elementarlehre der organischen Natur, Erster Theil Organomie, Johann Christian Dieterich, Göttingen 1800 Google Books
- Untersuchungen über die Menschen- und Kuhblattern, 1802
- Philosophie der Medicin, Frankfurt am Main 1809 Google Books
- Kritik der Lehre von den Geschlechtern der Pflanze, G. Braun, Heidelberg 1812 Google Books
- Erste Fortsetzung seiner Kritik der Lehre von den Geschlechtern der Pflanze, G. Braun, Carlsruhe und Heidelberg 1814 Google Books
- Von dem Geheimniße des Lebens, Frankfurt am Main 1815 Google Books
- mit August Henschel: Von der Sexualität der Pflanzen, Studien von Dr. August Henschel. Nebst einem historischen Anhange von Dr. F. J. Schelver, Breslau 1820 Google Books
- Lebens- und Formgeschichte der Pflanzenwelt, Joseph Engelmann, Heidelberg 1822 Google Books
- Zweite Fortsetzung seiner Kritik der Lehre von den Geschlechtern der Pflanze, G. Braun, Carlsruhe 1823 Google Books
- System der allgemeinen  Therapie im Grundsatze der magnetischen Heilkunst, Teil 1, 1831

1802/03 gab er die Zeitschrift für organische Physik heraus. Google Books